# Dobritsch (Kärnten)
Dobritsch ist ein Ort im Bezirk Sankt Veit an der Glan in Kärnten (Österreich). Durch den Ort verläuft die Grenze zwischen drei Katastralgemeinden, so dass am Ort sowohl die zur politischen Gemeinden Friesach gehörende Katastralgemeinde Zeltschach als auch die zur politischen Gemeinde Guttaring gehörenden Katastralgemeinden Verlosnitz und Guttaringberg einen Anteil haben. Dadurch zerfällt der Ort in zwei Ortschaften: die Ortschaft Dobritsch in der Gemeinde Friesach hat 13 Einwohner (Stand 1. Jänner 2024), die Ortschaft Dobritsch in der Gemeinde Guttaring hat 1 Einwohner (Stand 1. Jänner 2024).

## Lage

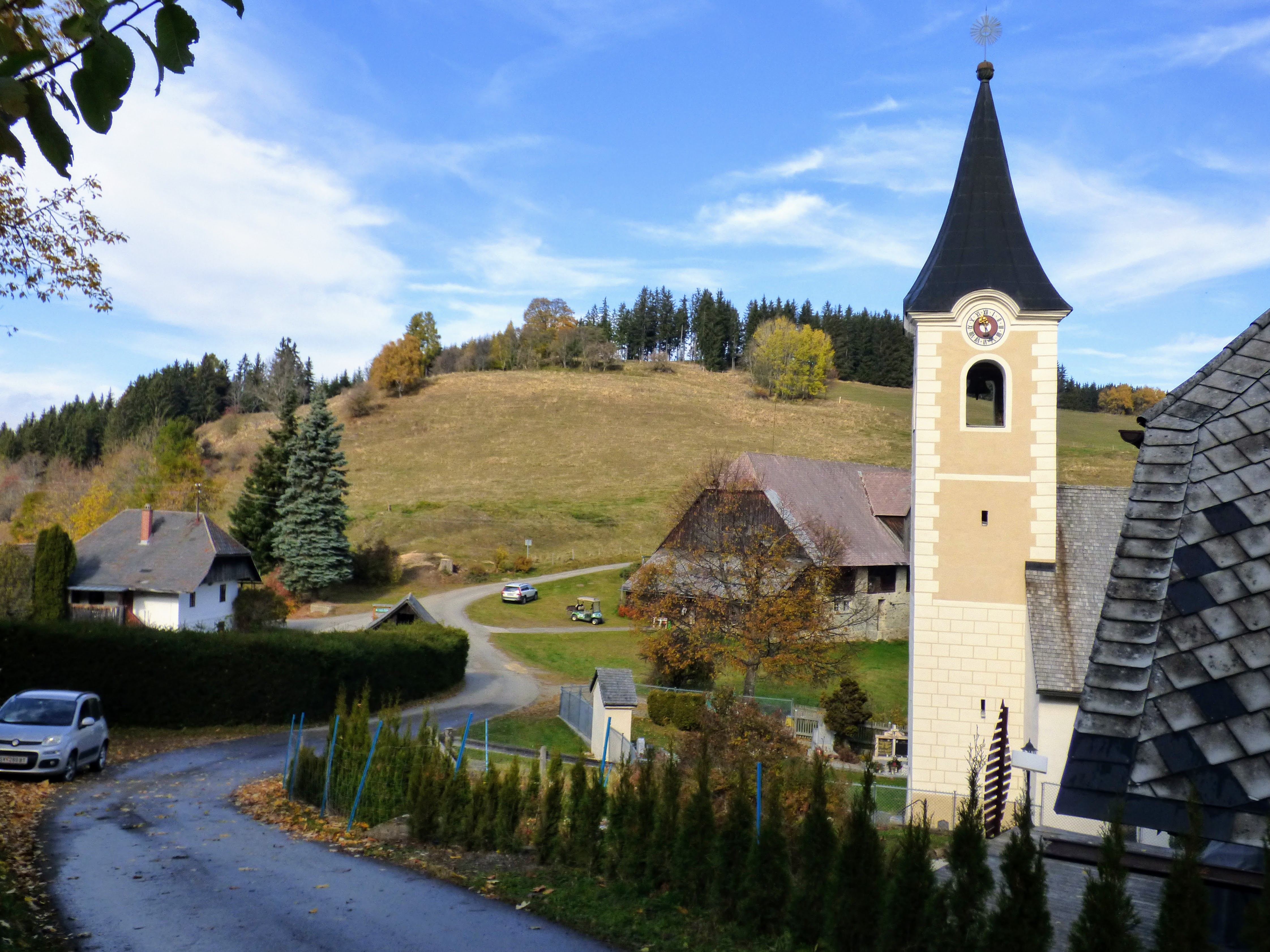
Dobritsch: links der Straße Gemeinde Friesach, rechts Gemeinde Guttaring

Der Ort liegt im Norden des Bezirks Sankt Veit an der Glan, im Guttaringer Bergland, am Nordwestrand der Gemeinde Guttaring und am Südostrand der Gemeinde Friesach.
Dobritsch besteht aus einem Weiler um die Pfarrkirche Dobritsch sowie einigen Höfen in Streulage. Die Kirche und zwei benachbarte Gebäude im Südosten des Kirchweilers liegen auf dem Gebiet der Gemeinde Guttaring; der Rest des Ortes liegt in der Gemeinde Friesach. Der am Bergrücken liegende Kirchweiler liegt knapp 4 km Luftlinie bzw. etwa 8 Straßenkilometer südöstlich von Zeltschach und ist von Friesach aus über Zeltschach und Kräuping erreichbar. Die zur Ortschaft gehörenden, abseits in Streulage befindlichen Höfe sind teils jedoch nur auf völlig anderen Zufahrtswegen direkt aus den Tälern erreichbar.

## Geschichte vor der Teilung

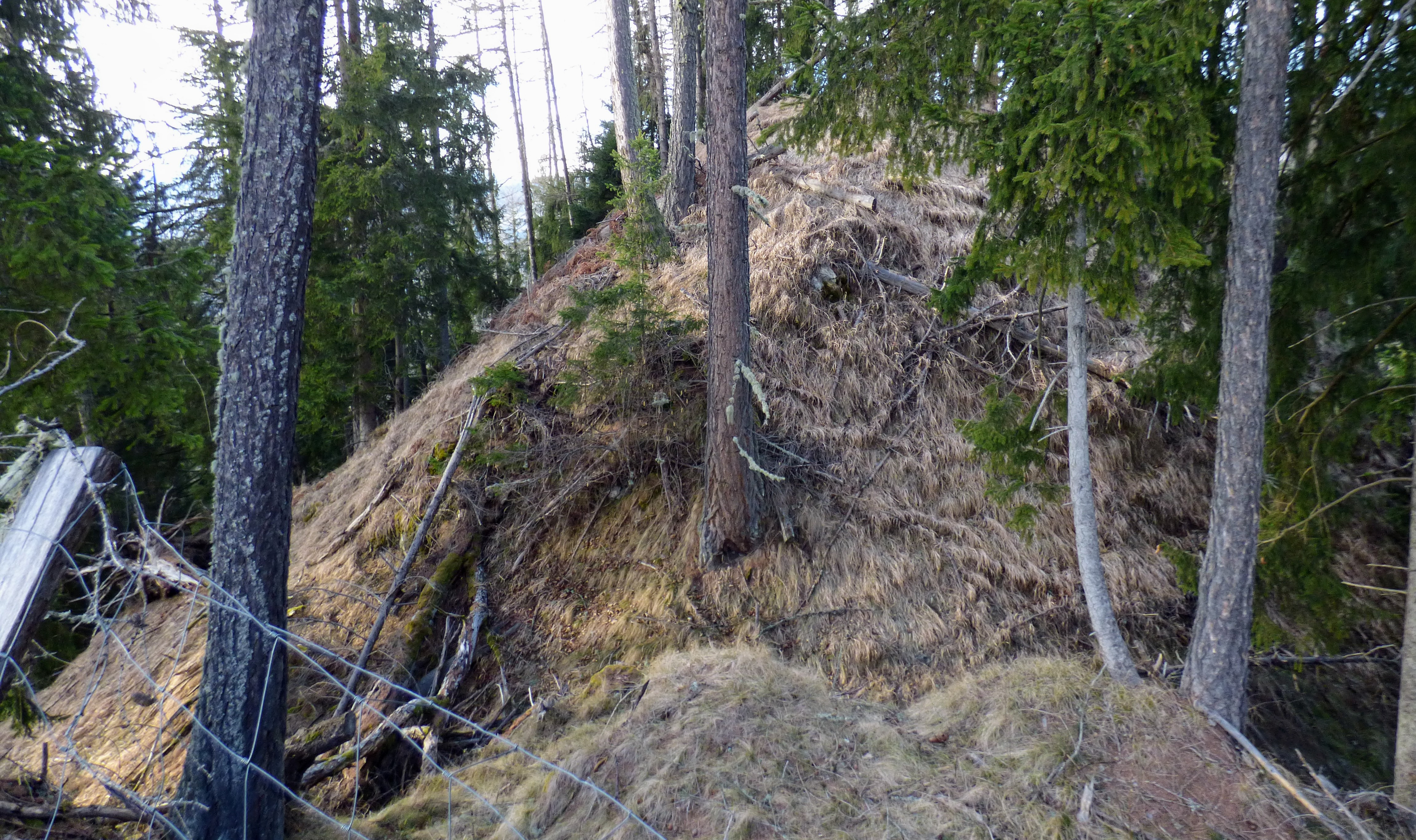
Turmhügel der ehemaligen Burg Plamberg

Über die Anhöhe, auf der der Kirchweiler liegt, führte wohl schon in vorrömischer Zeit eine Straße vom heutigen Althofen ins Neumarkter Hochtal.
Die älteste urkundliche Nennung Dobritschs stammt aus dem Jahr 1074. Der Ortsname leitet sich vom Slowenischen dober, das heißt gut, ab. Dieser Name könnte mit den hiesigen im Mittelalter genutzten Silberminen zu tun haben. Die Kirche wird ab 1394 erwähnt.
Unrest erwähnte Ende des 15. Jahrhunderts einen ehemaligen Adelssitz Plamperg bei Zeltschach. Die lange verschollenen Reste dieser Burg wurden 2018 in der Nähe des Hofes Blumberger (Dobritsch Nr. 6) wiederentdeckt.

## Bevölkerungsentwicklung des gesamten Orts
Der Ort hatte folgende Einwohnerzahlen:
- 1869: 14 Häuser, 73 Einwohner
- 1880: 11 Häuser, 57 Einwohner
- 1890: 11 Häuser, 80 Einwohner
- 1900: 11 Häuser, 78 Einwohner
- 1910: 10 Häuser, 62 Einwohner
- 1923: 10 Häuser, 61 Einwohner
- 1934: 79 Einwohner
- 1961: 13 Häuser, 53 Einwohner
- 2001: 11 Gebäude, 18 Einwohner, 5 land- und forstwirtschaftliche Betriebe
- 2011: 9 Gebäude, 13 Einwohner, 6 Haushalte, 0 Arbeitsstätten
- 2021: 8 Gebäude, 14 Einwohner, 5 Haushalte, 3 Arbeitsstätten

## Ortschaft Dobritsch (Gemeinde Friesach)

### Lage
Zur Ortschaft gehört der aus drei Häusern bestehende westliche Teil des Kirchweilers (Nr. 3 Hubmann, Nr. 10, Nr. 12). Knapp 1 km nördlich der Kirche, an der Straße nach Kräuping liegt der Hof Bamer (Bammer, Nr. 2), östlich darunter Meissl (Maissel, Muhrer, Nr. 1), und noch weiter im Osten die Rainerhube im Ratteingraben (Nr. 9). Westlich unterhalb des Kirchweilers liegen an den Hängen des Pungartergrabens die von Olsa aus erreichbaren Höfe Pöllibauer (Nr. 7) und Pungarter (Nr. 5). Nordwestlich des Kirchweilers liegt der von Zeltschach über Pabenberg erreichbare Hof Blumberger (Nr. 6), in dessen Nähe sich die spärlichen Reste der Burg Plamberg befinden. Einige der Höfe sind nur jeweils vom Tal aus über unbefestigte Stichstraßen erreichbar, haben aber nicht mehr alle untereinander eine befahrbare Verbindung, was dazu führt, dass die kürzeste befahrbare Verbindung zwischen Pungarter und der Rainerhube im Ratteingraben etwa 15 km beträgt, obwohl die beiden Höfe nur gut 2 km Luftlinie voneinander entfernt sind.

### Geschichte
Dieser in der Steuergemeinde Zeltschach liegende Teil von Dobritsch gehörte in der ersten Hälfte des 19. Jahrhunderts zum Steuerbezirk Dürnstein und kam bei Gründung der politischen Gemeinden 1850 an die Gemeinde Friesach, 1890 an die zu jener Zeit neu errichtete Gemeinde Zeltschach. Seit Auflösung der Gemeinde Zeltschach im Zuge der Gemeindestrukturreform 1972/73 gehört die Ortschaft wieder zur Gemeinde Friesach.

### Bevölkerungsentwicklung
Für die Ortschaft zählte man folgende Einwohnerzahlen:
- 1869: 12 Häuser, 67 Einwohner[6]
- 1880: 9 Häuser, 54 Einwohner[7]
- 1890: 9 Häuser, 72 Einwohner[8]
- 1900: 9 Häuser, 69 Einwohner[9]
- 1910: 8 Häuser, 55 Einwohner[10]
- 1923: 8 Häuser, 59 Einwohner[11]
- 1934: 71 Einwohner[12]
- 1961: 12 Häuser, 52 Einwohner[13]
- 2001: 8 Gebäude (davon 6 mit Hauptwohnsitz) mit 9 Wohnungen; 17 Einwohner und 9 Nebenwohnsitzfälle; 7 Haushalte; 1 Arbeitstätte, 5 land- und forstwirtschaftliche Betriebe[14]
- 2011: 8 Gebäude, 12 Einwohner, 5 Haushalte, 0 Arbeitsstätten[15]
- 2021: 7 Gebäude, 13 Einwohner, 4 Haushalte, 3 Arbeitsstätten[16]

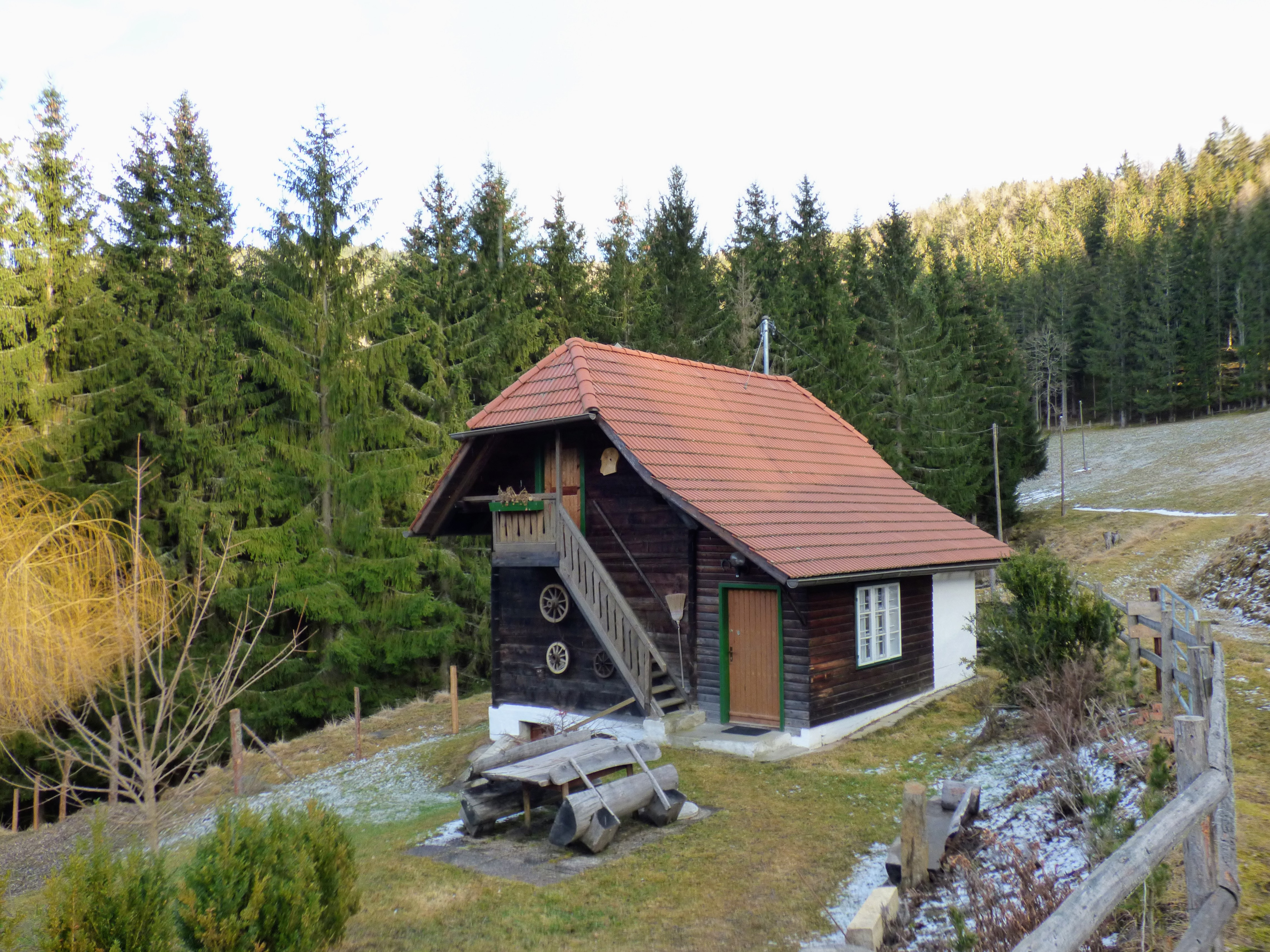
Blumberger, Dobritsch Nr. 6
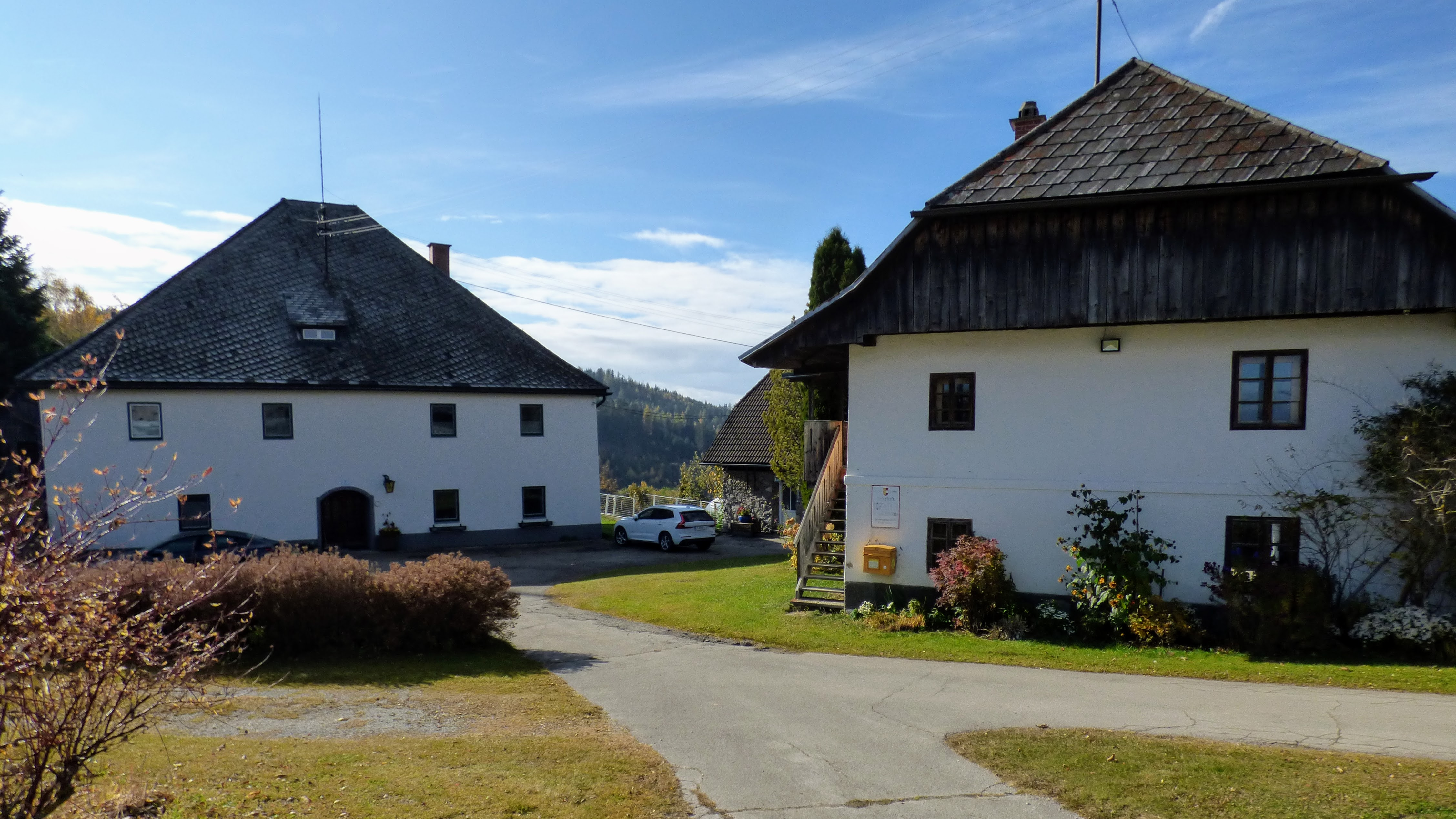
Hubmann, Dobritsch Nr. 3
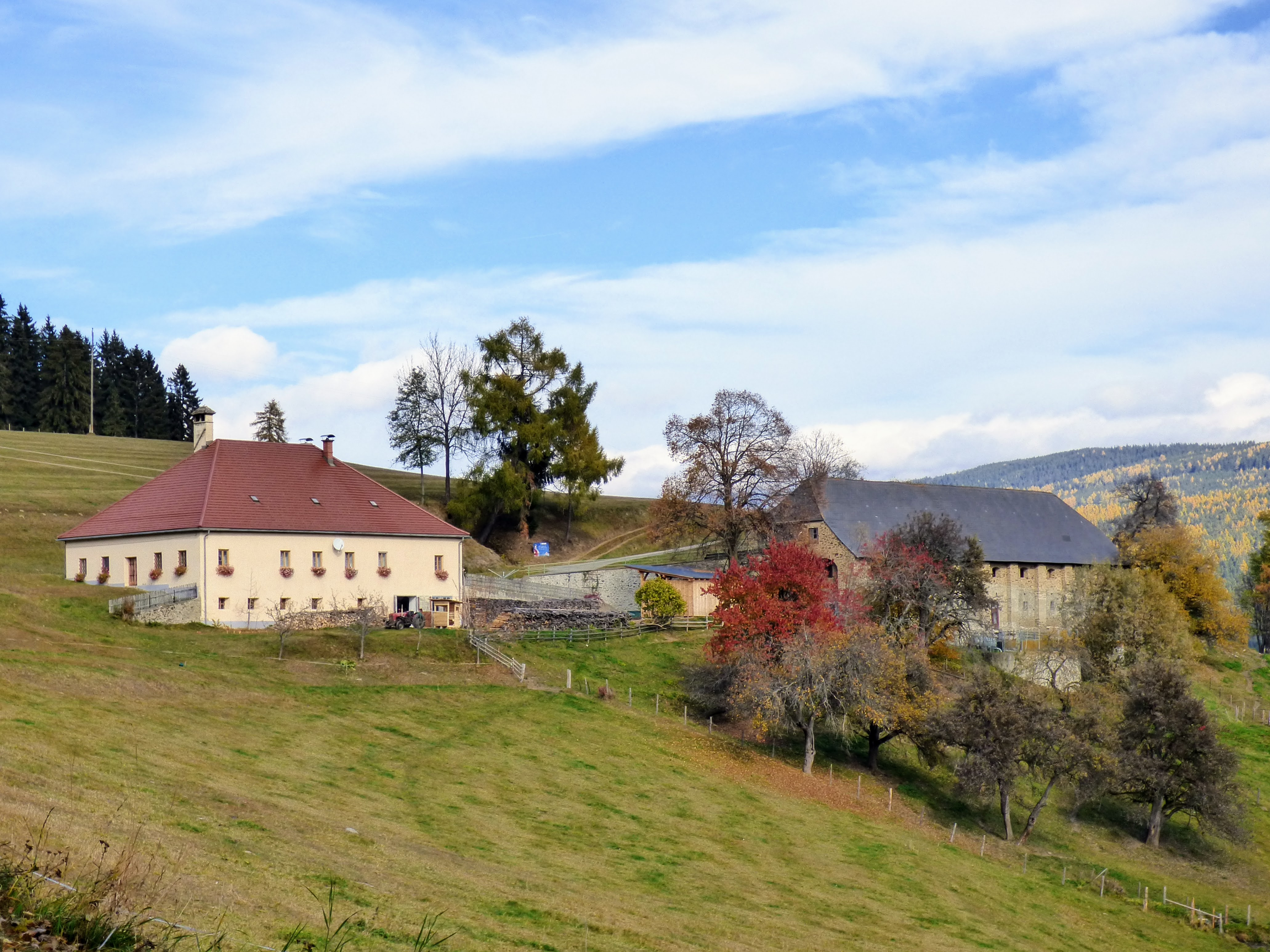
Bamer, Dobritsch Nr. 2

## Ortschaft Dobritsch (Gemeinde Guttaring)

### Lage
Zur Ortschaft gehören die Filialkirche Dobritsch und die Messnerbehausung (Nr. 12) südlich neben der Kirche, beide in der Katastralgemeinde Verlosnitz, und südwestlich daneben das Haus Nr. 10 auf dem Gebiet der Katastralgemeinde Guttaringberg.

### Geschichte
Der in den Steuergemeinden Verlosnitz und Guttaringberg liegende Teil des Ortes gehörte in der ersten Hälfte des 19. Jahrhunderts zum Steuerbezirk Althofen (Herrschaft und Landgericht) und kam bei Gründung der politischen Gemeinden 1850 an die Gemeinde Guttaring.

### Bevölkerungsentwicklung
Für die Ortschaft ermittelte man folgende Einwohnerzahlen:
- 1869: 2 Häuser, 6 Einwohner[17]
- 1880: 2 Häuser, 3 Einwohner[18]
- 1890: 2 Häuser, 8 Einwohner[19]
- 1900: 2 Häuser, 9 Einwohner[20]
- 1910: 2 Häuser, 7 Einwohner[21]
- 1923: 2 Häuser, 3 Einwohner[22]
- 1934: 8 Einwohner[23]
- 1961: 1 Haus, 1 Einwohner[24]
- 2001: 3 Gebäude (davon 1 mit Hauptwohnsitz) mit 1 Wohnung; 1 Einwohner und 1 Nebenwohnsitzfall; 1 Haushalt; 0 Arbeitsstätten, 0 land- und forstwirtschaftliche Betriebe[25]
- 2011: 1 Gebäude, 1 Einwohner, 1 Haushalt, 0 Arbeitsstätten[26]
- 2021: 1 Gebäude, 1 Einwohner, 1 Haushalt, 0 Arbeitsstätten[27]